# SunIce Festival

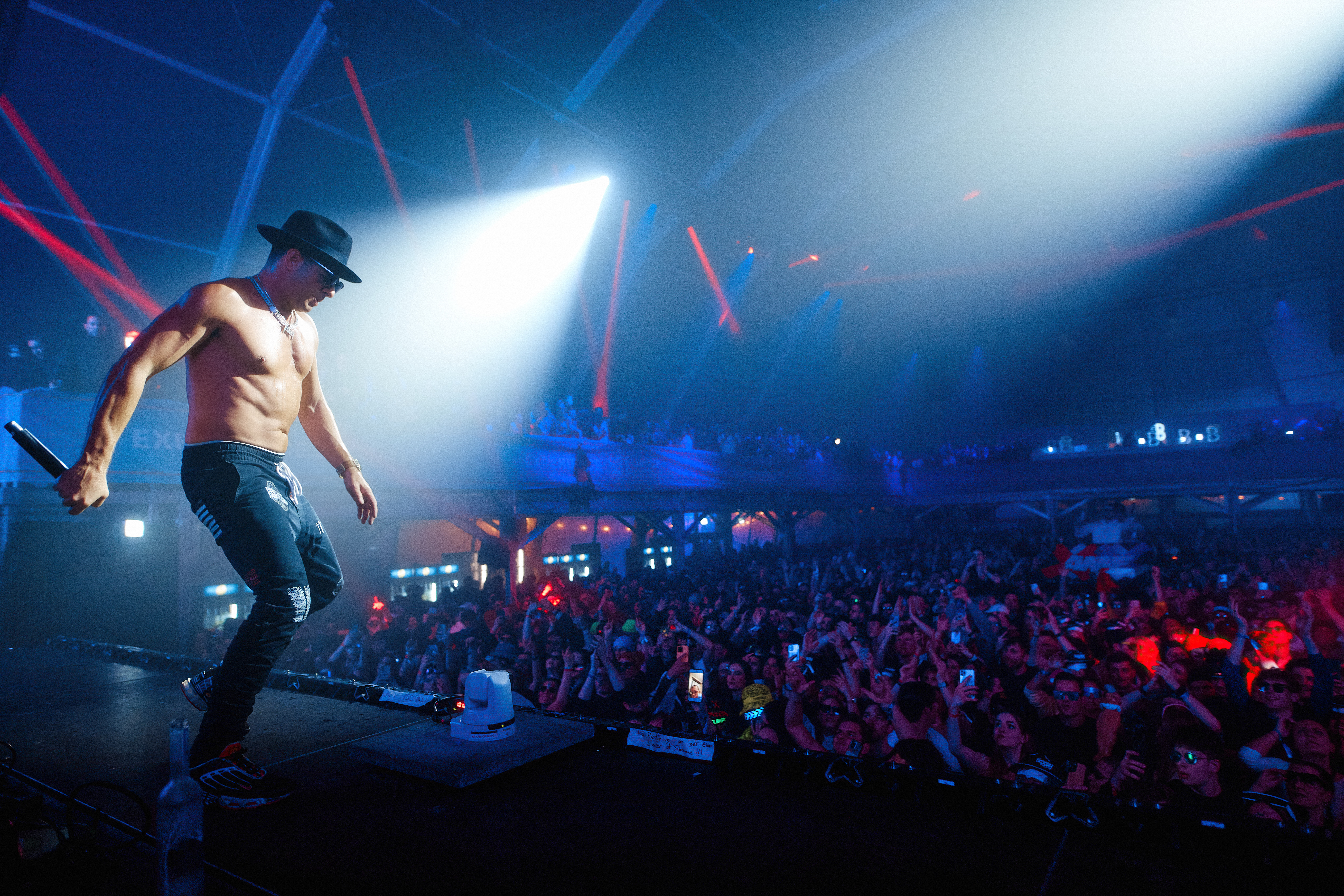
Timmy Trumpet am SunIce Festival 2023

Das SunIce Festival ist ein jährliches Musikfestival in St. Moritz für elektronische Tanzmusik (EDM) und Techno.  Das Festival wurde 2020 gegründet, die erste Austragung fand 2022 statt.

## Veranstaltungsformat
Das SunIce Festival ist ein Techno- und Elektronikmusikfestival, das Ende März / Anfang April auf einer Höhe von 2049 m ü. M. bei Salastrains in St. Moritz stattfindet. Nach einer zweijährigen Wartezeit aufgrund von COVID-19 fand das Festival 2022 erstmalig mit 10'000 Besuchern und 2023 mit 20'000 Besuchern zum zweiten Mal statt.
Die Hauptbühne ist in einer zweistöckigen Kuppel untergebracht, die über 2000 Quadratmeter Fläche verfügt und durch ihre transparente Verkleidung den Besuchern einen Ausblick auf die Landschaft ermöglicht.
Daneben gibt es den Techno Dome, eine runde Variante der Hauptbühne.

## Neuerungen
Erstmals wird es im Jahr 2024 eine Sommeredition des Festivals geben, die Ende September in Ascona, Tessin stattfinden wird.

## Line-up
Beim SunIce Festival treten über 70 nationale und internationale Künstler auf. Bisher gab es Auftritte von Adam Beyer, Anna, Wade, Avaion, VIZE, Retrovision, Toby Romeo oder Mister Alive und DJs wie Timmy Trumpet und Alan Walker.
| Edition           | Line-Up |
| 2022 (St. Moritz) | Alan Walker, Andrea Oliva, Charlotte de Witte, Claptone, Deborah de Luca, Lost Frequencies, Adana Twins, Magdalena, Mesto, Mike Williams, Retrovision, Stephan Jolk, Zonderling, Anthik, BounceMakers, EWAVE, Gil Glaze, Juli Lee, Mister Alive, Must Be Played, Nici Faerber, Noel Holler, Paul Wolf, Read The News, Reto Ardour, Theydream, Vanita, Yannick Müller, b2b D Caboose |
| 2023 (St. Moritz) | Adam Beyer, Anfisa Letyago, Anna, Kobosil, Kungs, Paco Osuna, Sven Väth, Timmy Trumpet, WADE, Coeus, Fideles, Mike Williams, Retrovision, Stephan Jolk, Topic, VIZE, André Galluzzi, Fät Tony, Gil Glaze, Maurizio Schmitz, Mister Alive, Noel Holler, PASSIK, Reto Ardour, Toby Romeo, AGATMATO, AMC, Alessio da Silva, Alex Clyde, Analyze, Angy Laurel, Berber, Bombjones, C.UX, Carlo Dynata, D. Caboose, Dangel Twins, Danny Carls, Dario Blum, Daughter in Law, Divid, ELMATE, Felber, Flavio Stonex, Giannex, High & Heads, Juli Lee, Lars Anderson, Lell Nahar, Luigi Forte, Lust&Dom, MELIS, Maks, Massimo Gurini, Morgan Button, Naxxy, Nebulum, Nici Faerber, Notting, Prisma, Ruben Scorza, Vanita, Vanslau, Yamincy, Yannick Müller, mi:cha, oio |
| 2024 (St. Moritz) | Afrojack, Anna, Eli Brown, John Newman, Kevin de Vries, Konstantin Sibold, Kölsch, Lost Frequencies, Stephan Bodzin, Trym, Amber Broos, Avaion, Dasstundach, Enos, Fortella, Gil Glaze, Luna Semara, Mark Reeve, Noel Holler, Read The News, Per Pleks, Xenia, AMC, And Hazel, C.UX, Dangel Twins, Dario Blum, Divid, Dno, Felix Fierro, Gian, Jerome Anthony, Lell Nahar, Luca Dario, Maks B2B Zeno, Massimo Gurini, Melodisk, Mister Alive, Morgan Button, Nhü, Oio, Patrick Ruprecht, Robin Aebi, Ronny Grauer, Ruben Scorza, Sebastian Konrad, Twenny5, Two Of A Kind, Vanita, Vanneel, Vanto & Mancuso, Yannick Müller |
| 2024 (Ascona)     | Booka Shade, Deborah de Luca, Hot Since 82, Jan Blomqvist, Joris Voorn, Meduza, Paul Kalkbrenner, Sven Väth, André Galluzzi, DJ Karaba, Dyzen, Hannes Bieger, Jamiie, Kinder, Levi, Liva K, Maurizio Schmitz, Raffa Guido, Rivo, Sistek, Tim Engelhardt, 7UBO B2B George Z, AMC, Aann, Cris Caprez B2B Tima, Cristian Margelia, Daaeru B2B Gianundso, Dario Blum, Dave Lukas, INAMAR, Jerome Anthony B2B Juli Lee, Lou Combo, MAZE, Maik, Mister Alive, Robin Aebi, Sonus In Homine, Twenny5, Two of a Kind, Vanneel, WhereIsVero B2B Felix Fierro, Yotakhi. |

## Fussnoten
1. ↑  Pressestelle des Kantons Graubünden: Neuigkeiten, Rechercheideen & Gruppenreise (PDF; 0,9 MB), S. 6.
2. 1 2  SunIce Festival presented by Sunrise: Switzerland's Winter Techno Event. In: sunicefestival.ch. Abgerufen am 1. November 2023 (englisch).
3. ↑  Sommer in Ascona-Locarno: 10 Aktivitäten, die du nicht verpassen darfst. Abgerufen am 25. Juni 2024.
4. ↑  SunIce Festival 2023 – das sind die Highlights. In: 20min.ch. 22. November 2022, abgerufen am 1. November 2023.
5. ↑  SunIce Festival in St. Moritz: Das Coachella der Berge? In: prosieben.ch/tv/taff. 5. April 2023, abgerufen am 1. November 2023 (Schweizer Hochdeutsch).

Koordinaten: 46° 29′ 46″ N, 9° 49′ 45″ O; CH1903: 783495 / 152217